# 중앙소방학교 (미국)
중앙소방학교(National Fire Academy)는 미국 연방재난관리청 산하에 설치된 소방학교이다.

## 같이 보기
- 아칸소주 소방학교(영어판)